# 邵美成
邵美成（1931年—），男，浙江绍兴人，中国物理化学家、化学教育家，曾任北京大学教授、博士生导师。